# Cisseps subhylina
Cisseps subhylina là một loài bướm đêm thuộc phân họ Arctiinae, họ Erebidae.